# العلاقات الدومينيكانية الكورية الجنوبية
العلاقات الدومينيكانية الكورية الجنوبية هي العلاقات الثنائية التي تجمع بين جمهورية الدومينيكان وكوريا الجنوبية.

## مقارنة بين البلدين
هذه مقارنة عامة ومرجعية للدولتين:
| وجه المقارنة                                              | جمهورية الدومينيكان | كوريا الجنوبية                                                          |
| --------------------------------------------------------- | ------------------- | ----------------------------------------------------------------------- |
| المساحة (كم2)                                             | 48.67 ألف           | 100.30 ألف                                                              |
| عدد السكان (نسمة)                                         | 10.40 مليون         | 51.47 مليون                                                             |
| الكثافة السكانية (ن./كم²)                                 | 213.68              | 513.16                                                                  |
| العاصمة                                                   | سانتو دومينغو       | سول                                                                     |
| اللغة الرسمية                                             | اللغة الإسبانية     | اللغة الكورية                                                           |
| العملة                                                    | بيزو دومنيكاني      | وون كوري جنوبي                                                          |
| الناتج المحلي الإجمالي (بليون دولار)                      | 75.93 مليار         | 1.53 تريليون                                                            |
| الناتج المحلي الإجمالي (تعادل القوة الشرائية) بليون دولار | 149.89 مليار        | 1.75 تريليون                                                            |
| الناتج المحلي الإجمالي الاسمي للفرد دولار أمريكي          | 6.47 ألف            | 27.22 ألف                                                               |
| الناتج المحلي الإجمالي للفرد دولار أمريكي                 | 13.26 ألف           |                                                                         |
| مؤشر التنمية البشرية                                      | 0.715               | 0.901                                                                   |
| رمز المكالمات الدولي                                      | +1809، +1829، +1849 | +82                                                                     |
| رمز الإنترنت                                              | .do                 | .kr                                                                     |
| المنطقة الزمنية                                           | 00                  | توقيت كوريا الجنوبية، ت ع م+09:00، آسيا/سيول ‏، ت ع م+08:00، ت ع م+08:30 |

## منظمات دولية مشتركة
يشترك البلدان في عضوية مجموعة من المنظمات الدولية، منها:
| علم المنظمة | اسم المنظمة                        | تاريخ انضمام جمهورية الدومينيكان | تاريخ انضمام كوريا الجنوبية |
| ----------- | ---------------------------------- | -------------------------------- | --------------------------- |
|             | مؤسسة التمويل الدولية              | 31 أكتوبر 1961                   | 16 مارس 1964                |
|             | منظمة حظر الأسلحة الكيميائية       | ?                                | ?                           |
|             | يونسكو                             | 4 نوفمبر 1946                    | 14 يونيو 1950               |
|             | الأمم المتحدة                      | 24 أكتوبر 1945                   | 17 سبتمبر 1991              |
|             | منظمة الشرطة الجنائية الدولية      | ?                                | ?                           |
|             | البنك الدولي للإنشاء والتعمير      | 18 سبتمبر 1961                   | 26 أغسطس 1955               |
|             | الاتحاد البريدي العالمي            | ?                                | ?                           |
|             | مؤسسة التنمية الدولية              | 16 نوفمبر 1962                   | 18 مايو 1961                |
|             | منظمة التجارة العالمية             | ?                                | ?                           |
|             | المنظمة الهيدروغرافية الدولية      | ?                                | ?                           |
|             | وكالة ضمان الاستثمار متعدد الأطراف | 7 مارس 1997                      | 12 أبريل 1988               |

## وصلات خارجية
- موقع وزارة الخارجية الكورية الجنوبية